# Linea primitiva
La linea primitiva (detta anche stria primitiva) è una struttura che si forma all'inizio della gastrulazione negli embrioni di uccelli, rettili e mammiferi. Può considerarsi analoga al blastoporo descritto negli anfibi.
È caratterizzata dalla formazione di un solco al centro del disco germinativo, solco generato da un ispessimento dell'ectoderma primario, nel quale si ha una migrazione di cellule ectodermiche ed una invaginazione con una successiva diffusione, a formare un nuovo foglietto embrionale, detto mesoderma laterale o terzo foglietto embrionale. Nell'estremità anteriore del solco si forma il nodo di Hensen (paragonabile al labbro dorsale del blastoporo degli anfibi) che permette la formazione del mesoderma assile.